# Омаров, Шамиль Кехурзаевич
Шамиль Кехурзаевич Омаров (род. 17 июля 1977, Дылым, Дагестанская АССР, РСФСР, СССР) — заслуженный тренер Республики Дагестан, заслуженный тренер России, тренер чемпиона Олимпийских игр 2016 года по вольной борьбе Абдулрашида Садулаева, почётный гражданин Казбековского района.

## Биография
Шамиль Кехурзаевич Омаров родился в 1977 году в селении Дылым Республики Дагестан. в 1994 году окончил обучение в ДСШ № 2. В Дылыме, в ДЮСШ имени Мусы Азаева стал заниматься вольной борьбой. В 1994 году стал студентом Дагестанского политехнического института, учился по специальности «Менеджер государственного муниципального управления». Начал заниматься вольной борьбой в школе имени Г. Гамидова, его тренером был Анвар Магомедгаджиев. Выполнил норматив мастера спорта, становился третьим призёром Европы. В 1995 году стал работать тренером в СДЮСШОР по вольной борьбе им. Г. Гамидова.
Шамиль Омаров стал тренировать Абдулрашида Садулаева в 2010 году, под руководством тренера спортсмен выиграл олимпийское золото, стал двукратным чемпионом Европы, двукратным чемпионом мира, победителем Евроигр.
В 2016 году после победы Абдулрашида Садулаева на Олимпийских играх, Шамилю Омарову было присвоено звание заслуженного тренера и премия в размере 6 миллионов рублей.
В 2017 году награжден государственной наградой Российской Федерации медалью ордена «За заслуги перед отечеством» II степени, в соответствии с Указом Президента РФ Владимира Путина — наградой «За успешную подготовку спортсменов, добившихся высоких результатов на Играх XXXI Олимпиады 2016 года в Рио-де-Жанейро». В 2017 году стал работать тренером в новой спортивной школе им. А. Садулаева в Махачкале. В ноябре 2022 года министр спорта России Олег Матыцин вручил Омарову Орден Дружбы.